# ريام الجرشة (رداع)

تعديل مصدري - تعديل

ريام الجرشة هي إحدى قرى عزلة رداع بمديرية رداع التابعة لمحافظة البيضاء، بلغ تعداد سكانها 1350 نسمة حسب تعداد اليمن لعام 2004.